# Estação Porte de Saint-Ouen
Porte de Saint-Ouen é uma estação da linha 13 do Metrô de Paris, localizada no limite do 17.º e do 18.º arrondissements de Paris.

## Localização
A estação está situada na extremidade norte da avenue de Saint-Ouen, entre a porta epônima e a vala da linha da Petite-Ceinture. Aproximadamente orientada ao longo de um eixo norte-sul e localizada no ramal a Saint-Denis - Université, ela se intercala entre as estações Garibaldi e Guy Môquet.

## História
A estação foi aberta em 26 de fevereiro de 1911 com o lançamento do primeiro trecho da linha B da Société du chemin de fer électrique souterrain Nord-Sud de Paris (conhecida como Nord-Sud), e constituiu o terminal norte (depois de Saint-Lazare) do que se tornará o ramal nordeste da referida linha em 20 de janeiro de 1912, data a partir da qual o serviço é prestado por um trem em dois contra o tráfego inteiro inicialmente.
Ela deve o seu nome à sua proximidade com a Porte de Saint-Ouen, uma importante porta de entrada para o norte de Paris que dá acesso à comuna de Saint-Ouen-sur-Seine.
Em 27 de março de 1931, a linha B se tornou a linha 13 após a absorção da sociedade da Nord-Sud em 1 de janeiro de 1930 pela sua concorrente: a Compagnie du chemin de fer métropolitain de Paris (conhecida como CMP).
A estação manteve seu papel de terminal até 30 de junho de 1952, data em que a linha foi estendida ao nordeste até Carrefour Pleyel.
Entre a década de 1950 e 2008, os pés-direitos foram cobertos com uma cambagem metálica com montantes horizontais vermelhos e quadros publicitários dourados. Esta decoração foi posteriormente completada com assentos "coque" característicos do estilo "Motte", de cor vermelha.
No âmbito do programa "Renovação do metrô" da RATP, os corredores da estação foram reformados em 3 de junho de 2005, depois foi a vez das plataformas em 2009, resultando na remoção de sua caroçagem em favor de uma restituição da decoração "Nord-Sud" original.
Ela viu entrar 3 762 943 passageiros em 2013, o que a coloca na 138a posição das estações de metrô por sua frequência.

## Serviços aos Passageiros

### Acessos
A estação tem três acessos divididos em cinco entradas de metrô, dispostas em ambos os lados da avenue Saint-Ouen:
- O acesso 1 "boulevard Bessières" compreendendo duas escadas fixas que levam à direita do no 153 da avenida, o mais afastado da esquina com o boulevard Bessières sendo decorado com um mastro com um "M" amarelo inscrito em círculo;
- O acesso 2 "avenue de Saint-Ouen - hôpital Bichat”, composto também por duas escadas fixas dispostas de costa a costa, se situando de frente aos números 154 e 156 da avenida, a mais próxima do boulevard Ney sendo dotado de um mastro "M" amarelo.
- O acesso 3 "rue Leibniz", constituído de uma escada rolante a montante que permite apenas a saída da plataforma em direção a Saint-Denis - Université, se situando à direita do no 136 da avenida.

### Plataformas

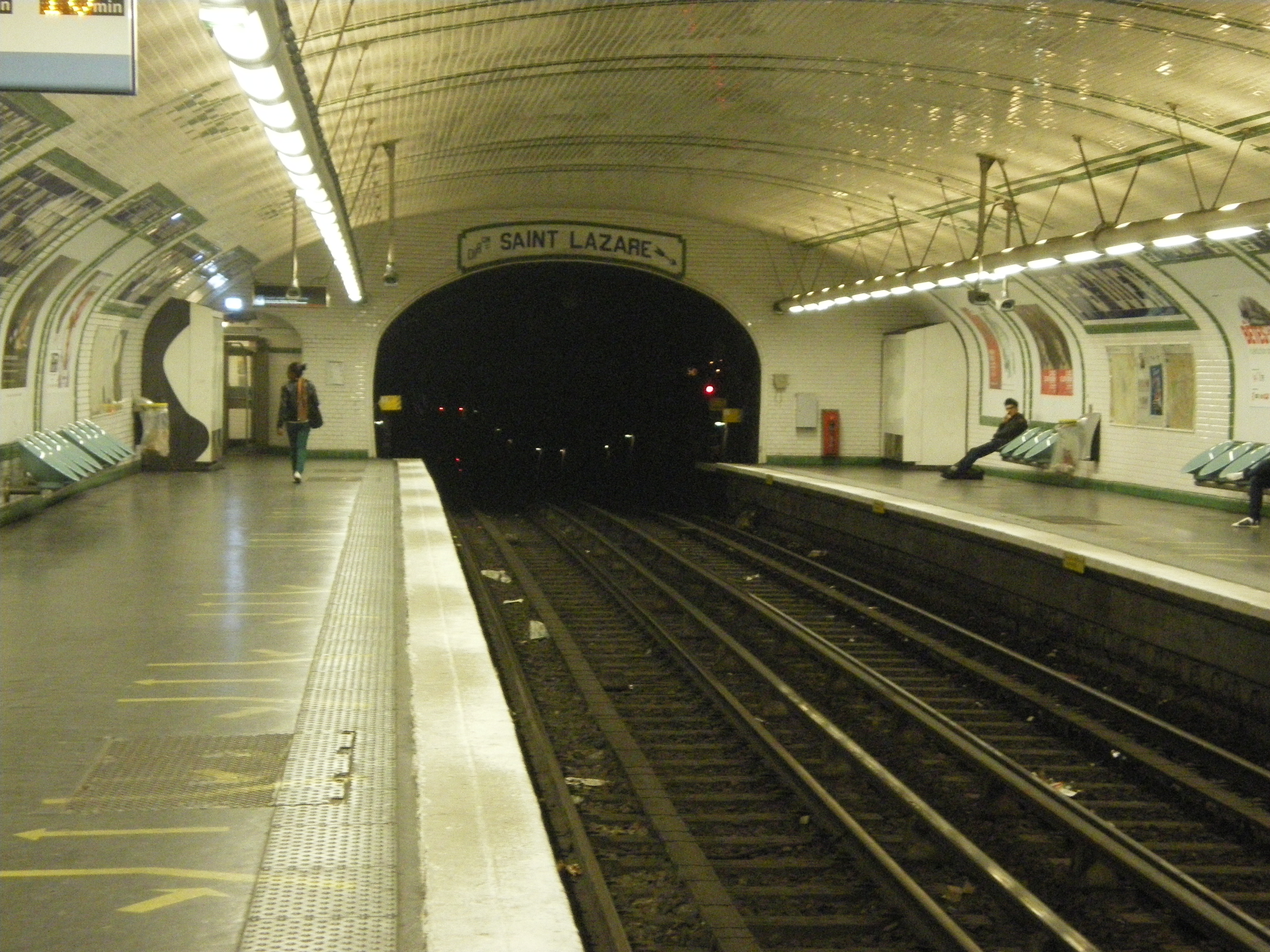
Plataformas, ao sul da linha

Porte de Saint-Ouen é uma estação de configuração padrão: ela possui duas plataformas separadas pelas vias do metrô e a abóbada é semi-elíptica, forma específica das antigas estações da Nord-Sud. As telhas e a cerâmica retomam o estilo decorativo original com quadros publicitários e bordas do nome da estação de cor verde (tinta utilizada para os terminais e as estações de transferência), desenhos geométricos verdes nos pés-direitos e na abóbada, bem como o nome inscrito em faiança branca sobre fundo azul de tamanho pequeno acima dos quadros publicitários e de tamanho muito grande entre esses quadros. A direção incorporada na cerâmica no tímpano sul indicando "Saint-Lazare" não é restaurada e é preservada como está. As telhas de cerâmica brancas biseladas recobrem os pés-direitos, a abóbada e os tímpanos. A iluminação é fornecida por duas faixas-tubos e os assentos de estilo "Akiko" são de cor ciano.

### Intermodalidade
A estação é servida pelas linhas 21, 341 e Traverse Batignolles-Bichat da rede de ônibus RATP.
Ela também está em correspondência, desde 24 de novembro de 2018, com a linha 3b do Tramway.

## Pontos turísticos
- Porte de Saint-Ouen
- Hospital Bichat-Claude-Bernard
- Antiga Estação da Avenue de Saint-Ouen e seu espaço cultural "Le Hasard Ludique"